# Casafort
Casafort és una entitat de població del municipi de Nulles, a la comarca de l'Alt Camp. Es troba al nord-est del nucli urbà de Nulles, a uns 240 m d'altitud. L'any 1359 pertanyia a Francesc de Montbui i tenia cinc focs.
Actualment té unes vuit cases, tot i que n'hi arribà a haver unes vint, incloses les ruïnes d'una antiga casa fortificada, d'on la població agafa el nom.
S'hi troba l'habitatge conegut com a ca l'Hereu o cal Lluc on hi ha una pedra datada del 1583 i la pedra clau de la portalada està datada el 1767 i té l'escut de la Inquisició: una creu, una espasa i una branca d'olivera amb la inscripció "El Senyor promou la teva causa i la jutja".